# 安東尼·斯卡拉姆齊
安東尼·斯卡拉姆齊（英語：Anthony Scaramucci；1964年1月6日—）是美國商人及政治人物，意大利裔美國人，曾在高盛工作，对冲基金SkyBridge创始人。绰号叫“揩油者”（the Mooch）。

## 生平
2017年7月21日，他被任命為白宮通訊聯絡主任，但上任十天就被解除職務；在其任職期間白宮官員肖恩·斯派塞、赖因斯·普里巴斯先後離職。

## 外部連結
- C-SPAN內的頁面（英文）